# Agalinis tenuifolia
Agalinis tenuifolia är en snyltrotsväxtart som först beskrevs av Vahl, och fick sitt nu gällande namn av Constantine Samuel Rafinesque. Agalinis tenuifolia ingår i släktet Agalinis och familjen snyltrotsväxter.

## Underarter
Arten delas in i följande underarter:
- A. t. leucanthera
- A. t. macrophylla
- A. t. parviflora
- A. t. polyphylla